# Jean Ruzé
Pour les autres membres de la famille, voir Famille Ruzé.
Jean Ruzé fut maire de Tours de 1463 à 1464. 

## Biographie
Marié à Guillonne Berthelot, belle-sœur de Jean Briçonnet et tante de Gilles Berthelot, il est le beau-père de Jacques de Beaune, Guillaume de Beaune et Adam Fumée. Il est le grand-père de Guillaume Ruzé et de Catherine de Beaune.